# 우리들의 초콜릿 순간
《우리들의 초콜릿 순간》은 2024년 2월 11일부터 2024년 2월 12일까지 방송된 SBS 드라마이다.

## 작품개요
마을 카사노바 견의 중성화 수술을 앞장섰던 이장이 인생 최대의 위기를 맞이하며 그려지는 좌충우돌 휴먼 코미디 드라마

## 기획의도
초콜릿 회사에 다니는 슬기, 현남, 순태 3인방과
부모님이 운영하시던 시계방에서 수제 초콜릿을 만드는 홍사장이
함께 발렌타인데이 초콜릿을 만들어 가는 휴먼 드라마
입사한 지 얼마 안 된 주슬기 대리.
본인은 초긍정 모드로 잘하고 있다고 생각했지만
회사 사람들 생각은 다른 모양이다.
주슬기에게 통 적응을 못하는 모양새.
고장 난 시계를 고치러 간 홍금당에서 그녀는 긴장이 풀리며
위스키와 맛있는 초콜릿에 빠져든다.
긴장만 풀었어야 했는데, 다 풀어버린 실수로 그녀는 팀에서 쫓겨나듯,
발렌타인 데이 사내 공모 팀의 유일한 멤버가 되어버리고.
그녀를 곱등이처럼 바라보는 직원들 사이에서 금보다 귀한 TF팀 찾기의 여정이 시작된다.
각기 다른 개성의 세 사람이 각자의 초콜릿 철학으로 뭉치게 되고.
달콤할 줄로만 알았던 발렌타인 데이의 여정은 생각보다 녹록지 않다.
초코덕후 현남과, 홍금당에서만은 무장해제되는 슬기,
홍사장을 형님이라 부르며 마구 치대는 순태에게 ‘홍금당’은 마음의 안식처이자 아지트가 된다.
함께 초콜릿을 개발하며 이들은 갈등과 화해, 고독과 함께하는 기쁨, 정체와 성장, 등을
겪으며 함께 초콜릿을 완성해 나아간다.
달콤한 행복을 전하는 초콜릿과 함께 용기와 도전을 내포한 헤리티지의 메시지가
위로와 힐링이 필요한 요즘 시대에 달콤한 에너지가 되어 주기를 바라며...

## 제작진

### 제작사
- SBS

- ㈜스튜디오 커밍순

### 연출
- 정지영

### 극본
- 조희숙

## 등장 인물
- (†) 표시는 드라마 상에서 최종적으로 사망한 인물이다.

### 주요 인물
- 소주연 : 주슬기 역 (여, 32세, 상품기획1팀 대리, TF팀 멤버)

- 최원영 : 홍 사장 역 (남, 45세, 홍금당 사장, TF팀과 콜라보 하는 멤버)

- 공성하 : 김현남 역 (여, 32세, 연구팀 대리, TF팀 멤버)

- 송지호 : 제레미 / 전순태 역 (남, 27세, 디자인팀 사원, TF팀 멤버)

## 시청률
최저 시청률과 최고 시청률은 시청률 조사회사와 지역별로 시청률에 차이가 있을 수 있습니다.
| 회차  | 방송일   | 닐슨 전국 시청률 | 닐슨 전국 시청률 | 닐슨 수도권 시청률 | 닐슨 수도권 시청률 |
| 회차  | 방송일   | 가구시청률       | 시청자수         | 가구시청률         | 시청자수           |
| ----- | -------- | ---------------- | ---------------- | ------------------ | ------------------ |
| 제1회 | 2월 11일 | &                | &                | &                  | &                  |
| 제2회 | 2월 12일 | &                | %                | %                  | %                  |

## 같이 보기
- 대한민국의 텔레비전 드라마 목록 (ㅇ)
- 2024년 대한민국의 텔레비전 드라마 목록